# Thesium catalaunicum
Thesium catalaunicum är en sandelträdsväxtart som beskrevs av J. Pedrol & M. Laínz. Thesium catalaunicum ingår i släktet spindelörter, och familjen sandelträdsväxter. Inga underarter finns listade i Catalogue of Life.